# Bill de Gruchy
William „Bill” de Gruchy (ur. 10 maja 1930) – australijski lekkoatleta, sprinter, dwukrotny medalista igrzysk Imperium Brytyjskiego w 1950.
Zdobył złoty medal w sztafecie 4 × 110 jardów, która biegła w składzie: Scotchy Gordon, David Johnson, John Treloar i de Gruchy, a także srebrny medal w biegu na 100 jardów, za Treloarem, a przed Donem Pettie z Kanady na igrzyskach Imperium Brytyjskiego w 1950 w Auckland. Startował na tych igrzyskach również w biegu na 220 jardów, ale odpadł w półfinale.
Był mistrzem Australii w biegu na 100 jardów w 1950/1951, wicemistrzem na tym dystansie w 1949/1950 oraz w biegu na 220 jardów w 1949/1950, 1950/1951 i 1951/1952, a także brązowym medalistą w biegu na 100 jardów w 1953/1954 i 1954/1955.
22 grudnia 1951 w Perth wyrównał rekord Australii w biegu na 100 metrów wynikiem 10,5 s. Jego pozostałe rekordy życiowe to 9,6 s w biegu na 100 jardów (22 grudnia 1951 w Perth) i 21,4 s w biegu na 200 metrów (3 lutego 1951 w Perth).